# Jean-Paul Tony Helissey
Jean-Paul Tony Helissey, född 28 mars 1990 i Pointe-à-Pitre, är en fransk fäktare.
Han blev olympisk silvermedaljör i florett vid sommarspelen 2016 i Rio de Janeiro.